# 松永幹夫
松永 幹夫（まつなが みきお、1967年4月10日 - ）は、日本中央競馬会（JRA）に所属する元騎手、現調教師。熊本県合志市（旧・菊池郡西合志町）出身。
1986年に騎手デビュー。同年最多勝利新人騎手となるなど早くから頭角を現す。1991年にイソノルーブルで優駿牝馬（オークス）でGI競走を初制覇したことをはじめとして牝馬限定競走で顕著な成績を挙げ、「牝馬の松永」の異名を取った。また、1980年代後半に勃興した第2次競馬ブーム期にあっては、端正な容姿と相俟って多くの女性ファンを獲得し、「ミッキー」の愛称と共にアイドル的な人気を博した。騎手通算成績は12607戦1428勝、うちGI競走11勝を含む重賞69勝（地方競馬成績含む）。
2007年より調教師に転身。GI・JpnIに優勝した管理馬には2009年の秋華賞優勝馬レッドディザイア、2019・2020年エリザベス女王杯連覇などGI・4勝を挙げたラッキーライラックなどがいる。2015年度JRA優秀技術調教師。

## 経歴

### デビューまで
1967年、熊本県西合志町に生まれる。県の畜産試験場に勤務していた父親が馬好きだったことから、幼少の頃より父親に連れられて近郊の荒尾競馬場を訪れ、また同じ九州出身の騎手吉永正人の活躍などに触れて、将来の目標に騎手を志した。中学校卒業後、JRA競馬学校騎手課程に第2期生として入学。同期には横山典弘、熊沢重文らがいる。1期下には後に中央競馬の通算最多勝利記録を樹立する武豊がいたが、武は先輩である松永の様子を見て「あの人は勝ちまくるだろう」と考えていたという。卒業後は栗東トレーニングセンターの山本正司厩舎に所属。以後松永は引退まで山本厩舎に所属を続ける。

### 騎手時代

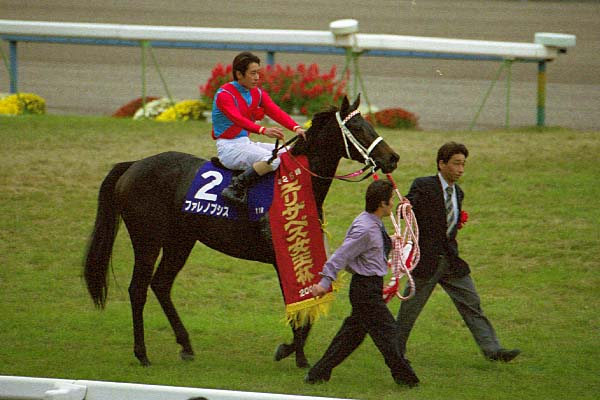
2000年エリザベス女王杯
（騎乗馬：ファレノプシス）

1986年3月1日に騎手デビュー。同23日に騎乗馬ツルマイスワローで初勝利を挙げる。初年度は夏の北海道開催から成績を伸ばし始め、新人としては加賀武見の58勝（1960年）、小屋敷昭の41勝（1981年）に次ぐ史上3位の記録（当時）となる40勝を挙げて関西放送記者クラブ賞（関西新人賞）を受賞した。3年目の1988年9月、サザンビーナスで函館3歳ステークスを制し、重賞初勝利を挙げる。以後も順調に成績を上げ、翌1989年には初出場したワールドスーパージョッキーズシリーズに優勝。年間では88勝を挙げ、武豊に次ぐ関西2位（全国4位）を記録した。この頃、松永と武は関西の女性ファンの人気を二分し、特に京都競馬場では入場人員が14年ぶりに10万人を突破するという集客効果ももたらした。
1991年、松永はイソノルーブルとのコンビで牝馬クラシック戦線に臨む。クラシック初戦・桜花賞では1番人気に支持されたが、スタート前に馬の右前脚の蹄鉄が外れ（イソノルーブル落鉄事件）、再装着できないまま発走した結果、5着に敗れた。この出来事に松永はかつてなく落胆したが、二冠目の優駿牝馬（オークス）で桜花賞の雪辱を果たし、デビュー6年目でGI初制覇を果たした。これは逃げきりでの勝利であったが、松永は勝因について「桜花賞でのアクシデントで、イソノルーブルという馬は、馬場に出たら蹄鉄の履き替えもさせない気性の激しい馬だというイメージができあがっていたと思う。ほかの馬に乗っていた騎手にもそのイメージはあったはず。イソノルーブルが逃げても、どうせ引っかかって自滅する、そう見られていたので、楽に逃がしてもらえたのでしょう」と述べ、「桜花賞の落鉄があったから、オークスは勝てたのだと思う」としている。
1996年3月には、重賞勝ち馬ゼネラリストの調教に臨む際に落馬し、同馬に腹部を蹴られて左腎臓の半分の摘出しなければならなくなる重傷を負った。しかし秋には復帰すると、ファビラスラフインで当年新たな牝馬三冠最終戦として創設された秋華賞を制してGI2勝目を挙げた。翌1997年にはキョウエイマーチに騎乗して桜花賞を制し、オークス、秋華賞と合わせ、騎手として嶋田功、河内洋に次ぐ史上3人目の「牝馬三冠」を達成。年間では自己最高となる101勝を挙げ、全国3位を記録した。
2000年にはチアズグレイスで桜花賞2勝目を挙げたほか、秋には古牝馬混合競走のエリザベス女王杯で、これを最後に引退が決まっていた二冠牝馬ファレノプシスに騎乗、自身が「ジョッキーとして会心のレース」と語る好騎乗で勝利に導き、同時に騎手として史上初の「牝馬四冠」も達成した。また同年8月27日には、騎手として史上15人目となるJRA通算1000勝を達成している。
2000年代には、所属する山本厩舎の管理する馬でも活躍し、レギュラーメンバー、カネツフルーヴに騎乗して地方交流路線のGI競走を制したほか、2005年には牝馬ヘヴンリーロマンスに騎乗し、中央競馬発足後初の天覧競馬となった天皇賞（秋）に優勝。所属厩舎での中央GI初勝利、エアグルーヴ以来の牝馬による天皇賞制覇に加え、3連単の配当が100万円を超えるなど、記録ずくめの勝利となった競走後にはスタンドで観戦する天皇・皇后に向かい、松永がヘルメットを胸に抱えて馬上から最敬礼を行った。ライターの片山良三は、「立ち居振る舞いに華がある松永だったからこそ最高の絵になった」とこれを評している。
同年、2006年度の調教師免許試験の受験が報じられ、これに合格したことから38歳で騎手を引退した。師匠の山本が翌年に70歳で定年引退を迎えるため、これに合わせての引退という見方があったが、松永によればそれは理由の一つに過ぎず、最大の理由は自らの技術の衰えと、それに伴う騎乗依頼馬の質の低下にあったという。現役騎手としての最終騎乗日となった2006年2月26日の阪神競馬第11競走・阪急杯でブルーショットガンに騎乗し、出走15頭中単勝11番人気という評価を覆し勝利。重賞最終騎乗での勝利は、1975年に目黒記念を勝った野平祐二以来2人目の記録であった。さらに続く最終12競走もフィールドルージュで勝利。最後の騎乗でJRA通算1400勝を達成し、有終の美を飾った。引退式で挨拶に立った松永は、今日1日は、自分のところに競馬の神様が降りてきてくれたような気がします」などと述べた。
なお、松永は引退までに中央競馬のGI競走で6勝を挙げたが、そのうち5勝が牝馬限定戦で、唯一の混合戦である天皇賞（秋）も牝馬によるものだった。騎手時代に牝馬限定GIで未勝利の競走は、阪神ジュベナイルフィリーズのみである。このように牝馬限定重賞で活躍することが多いため「牝馬の松永（ミキオ）」と呼ばれることがあった。一方で松永自身は「牝馬に強い、と言われるのは牡馬で勝っていないからそう言われるだけで、うれしくはありません。だって、牡馬でもチャンスはあったんですから」と述べている。

### 調教師時代
騎手引退後は師の山本のもとで技術調教師（研修中の状態）として過ごし、うち1カ月間は森秀行厩舎でも学んだ。2007年2月で引退した山本の後を継ぎ、3月1日に厩舎を開業。管理馬の初出走は3月4日、阪神競馬第8競走のダノンシャトルで5着。初勝利は同年3月25日中京競馬第7競走のアグネススピリッツで、騎手は松永と同期の横山典弘だった。
2009年8月2日、ダンスアジョイが小倉記念に勝ち、馬ともども重賞初制覇。騎手時代に重賞勝ちがなかった小倉競馬場での達成となった。同年10月18日、レッドディザイアが秋華賞で勝利。騎手時代にファビラスラフインで制した競走で、調教師としてのGI初制覇を果たした。同馬は翌2010年3月にアラブ首長国連邦・ドバイで行われたマクトゥームチャレンジラウンドIII（G2）を制し、日本国外の重賞初勝利も挙げている。
2014年12月13日、中山大障害でレッドキングダムが優勝し、JRA障害GIレースで初勝利した。
2015年には年間284回の出走で重賞6勝を含む44勝、勝率1割5分5厘、獲得賞金9億4249万7000円という成績を残し、1馬房あたりの成績から決定される優秀技術調教師のタイトルを獲得。調教師としてJRA賞（年度表彰）を初受賞した。
2017年にデビューしたラッキーライラックは3連勝で12月10日に行われた阪神ジュベナイルフィリーズを制覇、JRA最優秀2歳牝馬のタイトルも獲得した。
翌2018年もラッキーライラックは始動戦のチューリップ賞を制覇したが、クラシック戦線では3冠牝馬アーモンドアイに敗れ、結局この年はG1タイトルを手に入れられなかった。
2019年、春シーズンはヴィクトリアマイルで1番人気に支持されるなどしたが1勝も挙げられずにもがいた。しかし、秋には鞍上にC.スミヨンを迎えたエリザベス女王杯で優勝、1年11ヶ月ぶりのG1タイトルを手にした。
2020年、ラッキーライラックが大阪杯を制覇、秋には前年に続きエリザベス女王杯を連覇した。
2021年6月20日、札幌競馬第5Rで管理馬のグランアプロウソが1着となり、JRA通算400勝を達成した。
2024年5月19日、東京10RエアグルーヴＣで管理するルクスフロンティアが1着となり、現役25人目となるJRA通算500勝を初出走から4844戦目で達成した。
2024年11月3日、佐賀競馬場で行われたJBCレディスクラシックをアンモシエラで制覇。

## 人物
騎手時代から「爽やか、穏やかで人間味のある人物」との評があり、松永を慕う者は一般ファンのみならず厩舎関係者、マスコミ関係者にも多かったという。河内洋が引退してから自身が引退するまでの3年間は日本騎手クラブ関西支部長を務めたが、河内は「僕がジョッキーをしているときから真面目で人当たりのいい男だった。僕が乗り役を引退した後、関西騎手クラブの会長を次いでくれたのは自然の流れだっただろう」と述べている。
フリーランスになる騎手が増えていった時代にあって、デビューから20年間、山本正司厩舎を離れることがなかった。松永は自身の騎手人生について「山本先生のおかげでこれだけ勝たせていただいたと思います。よその厩舎だったら、こんなに勝てなかったと思います」「よその厩舎に騎乗馬がいると、うちの馬の予定をずらしてまで『乗れ』と言ってもらえた。そんな先生、いませんよね」と、その後援態勢についての感謝の念を述べている。一方で山本は松永の騎乗ぶりについては厳しく監督し、またB級馬の依頼を受けたあとにA級馬の依頼があったとしても、最初の依頼を反故にし信用を失うことのないよう言い含めていたともいう。松永は調教師転身に当たり、「機会があれば騎手を育ててみたい。ただ、山本先生みたいにはできない」とした。それは成績が管理馬房数に直結するメリット制があるため「弟子を育てる前に自分が苦しくなる」からだといい、「これからはやりたくてもできないですよ。（中略）昔の環境でも、なかなかできないですよ。だから、感謝しています」と述べた。

## 騎手成績
GI・JpnI競走勝利
- 1991年
  - イソノルーブル（優駿牝馬）
- 1996年
  - ファビラスラフイン（秋華賞）
- 1997年
  - キョウエイマーチ（桜花賞）史上3人目の牝馬三冠を達成
- 2000年
  - チアズグレイス（桜花賞）
  - レギュラーメンバー（ダービーグランプリ）
  - ファレノプシス（エリザベス女王杯）
- 2001年
  - レギュラーメンバー（川崎記念[34]、JBCクラシック[35]）
- 2002年
  - カネツフルーヴ（帝王賞[36]）
- 2003年
  - カネツフルーヴ（川崎記念[37]）
- 2005年
  - ヘヴンリーロマンス（天皇賞・秋）牝馬限定以外の中央GI競走は初勝利

重賞競走勝利
- 1988年
  - サザンビーナス（函館3歳ステークス）
  - メイショウエイカン（京都大賞典）
  - カツトクシン（愛知杯）
- 1989年
  - カツトクシン（スポーツニッポン賞金杯）
  - メモリーバイス（新潟大賞典）
  - ミスターシクレノン（鳴尾記念）
- 1990年
  - メジロワース（マイラーズカップ）
- 1991年
  - イソノルーブル（報知杯4歳牝馬特別）
  - メジロパーマー（札幌記念）
- 1992年
  - キョウエイボーガン（神戸新聞杯）
- 1993年
  - シクレノンシェリフ（毎日杯）
  - マイシンザン（NHK杯）
  - ボディーガード（デイリー杯3歳ステークス）
- 1994年
  - マキシムシャレード（デイリー杯3歳ステークス）
- 1995年
  - マイティーフォース（京成杯）
  - ユウキビバーチェ（チューリップ賞）
  - インターマイウェイ（大阪杯）
  - イブキインターハイ（京都4歳特別）
  - ボディーガード（阪急杯）
  - キョウトシチー（ウインターステークス）
- 1996年
  - ゼネラリスト（シンザン記念）
  - キョウトシチー（名古屋大賞典、東京大賞典）
  - メジロブライト（ラジオたんぱ杯3歳ステークス）
- 1997年
  - ヒコーキグモ（きさらぎ賞）
  - メジロブライト（共同通信杯4歳ステークス）
  - ブレーブテンダー（アーリントンカップ）
  - キョウエイマーチ（報知杯4歳牝馬特別、ローズステークス）
  - ゼネラリスト（金鯱賞）
  - キョウトシチー（白山大賞典[38]、浦和記念[39]）
  - ボールドエンペラー（デイリー杯3歳ステークス）
  - ロンドンブリッジ（ファンタジーステークス）
- 1998年
  - キョウトシチー（白山大賞典[40]）
- 1999年
  - マイネルラヴ（シルクロードステークス）
- 2000年
  - ダイタクリーヴァ（鳴尾記念）
- 2001年
  - ダイタクリーヴァ（京都金杯）
  - ロードプラチナム（函館記念）
  - サダムブルースカイ（函館2歳ステークス）
  - ゲイリーイグリッド（さきたま杯[41]、兵庫ゴールドトロフィー[42]）
  - ダイヤモンドビコー（ローズステークス）
  - エアエミネム（神戸新聞杯）
  - ビハインドザマスク（スワンステークス）
- 2002年
  - ブレイクタイム（京成杯オータムハンデキャップ）
  - ファインモーション（ローズステークス）
- 2003年
  - カネツフルーヴ（ダイオライト記念、オグリキャップ記念[43]）
  - ブレイクタイム（京成杯オータムハンデキャップ）
- 2004年
  - アンドゥオール（マーチステークス、東海ステークス）
  - ケイアイガード（ラジオたんぱ賞）
  - カシマフラワー（エーデルワイス賞[44]）
  - ヘヴンリーロマンス（阪神牝馬ステークス）
- 2005年
  - メガスターダム（中京記念）
  - ヘヴンリーロマンス（札幌記念）
- 2006年
  - ブルーショットガン（阪急杯）

| 開催 | 1着  | 2着  | 3着  | 騎乗数 | 勝率 | 連対率 |
| ---- | ---- | ---- | ---- | ------ | ---- | ------ |
| 中央 | 1400 | 1272 | 1208 | 12416  | .113 | .215   |
| 地方 | 28   | 25   | 16   | 143    | .196 | .371   |
| 国外 | 0    | 0    | 0    | 2      | .000 | .000   |
| 総計 | 1428 | 1297 | 1224 | 12561  | .114 | .217   |

- 出典:JRA 引退騎手情報

|            | 日付          | 競馬場・開催  | 競走名       | 馬名               | 頭数 | 人気 | 着順 | 出典         |
| ---------- | ------------- | ------------- | ------------ | ------------------ | ---- | ---- | ---- | ------------ |
| 初騎乗     | 1986年3月1日  | 1回阪神3日1R  | 4歳未勝利    | インターアビリティ | 13頭 | 7    | 12着 | [ 45 ]       |
| 初勝利     | 1986年3月23日 | 2回阪神2日7R  | 5歳上900万下 | ツルマイスワロー   | 10頭 | 2    | 1着  | [ 45 ]       |
| 重賞初騎乗 | 1986年8月17日 | 1回函館6日9R  | 函館記念     | トーホウカムリ     | 12頭 | 4    | 2着  | [ 7 ] [ 46 ] |
| 重賞初勝利 | 1988年9月25日 | 2回函館8日9R  | 函館3歳S     | サザンビーナス     | 11頭 | 3    | 1着  | [ 7 ] [ 47 ] |
| GI初騎乗   | 1987年4月12日 | 2回阪神6日10R | 桜花賞       | オカノアスティー   | 18頭 | 11   | 10着 | [ 7 ] [ 48 ] |
| GI初勝利   | 1991年5月19日 | 3回東京2日10R | 優駿牝馬     | イソノルーブル     | 20頭 | 4    | 1着  | [ 7 ] [ 49 ] |

| 年     | 1着  | 2着  | 3着  | 騎乗数 | 勝率 | 連対率 | 複勝率 | 表彰                                                    |
| ------ | ---- | ---- | ---- | ------ | ---- | ------ | ------ | ------------------------------------------------------- |
| 1986年 | 40   | 34   | 29   | 352    | .114 | .210   | .293   | 関西放送記者クラブ賞（新人騎手賞）                      |
| 1987年 | 44   | 36   | 40   | 455    | .097 | .176   | .264   | 優秀騎手賞（勝利度数部門） フェアプレー賞               |
| 1988年 | 61   | 54   | 50   | 556    | .110 | .207   | .297   |                                                         |
| 1989年 | 88   | 52   | 53   | 596    | .148 | .235   | .324   | 優秀騎手賞（勝利度数部門・勝率部門・賞金獲得部門）      |
| 1990年 | 53   | 56   | 41   | 535    | .099 | .204   | .280   |                                                         |
| 1991年 | 79   | 57   | 70   | 633    | .125 | .215   | .325   | 優秀騎手賞（勝利度数部門）                              |
| 1992年 | 60   | 53   | 60   | 562    | .107 | .201   | .308   | フェアプレー賞                                          |
| 1993年 | 65   | 78   | 56   | 595    | .109 | .240   | .334   | フェアプレー賞                                          |
| 1994年 | 73   | 67   | 55   | 614    | .119 | .228   | .318   | フェアプレー賞                                          |
| 1995年 | 88   | 70   | 73   | 646    | .136 | .245   | .358   | 優秀騎手賞（勝利度数部門）                              |
| 1996年 | 24   | 36   | 25   | 316    | .076 | .190   | .269   |                                                         |
| 1997年 | 101  | 72   | 71   | 662    | .153 | .261   | .369   | 優秀騎手賞（勝利度数部門・勝率部門・賞金獲得部門）      |
| 1998年 | 90   | 63   | 73   | 730    | .123 | .210   | .310   | フェアプレー賞                                          |
| 1999年 | 70   | 79   | 81   | 689    | .102 | .216   | .334   | フェアプレー賞                                          |
| 2000年 | 99   | 106  | 72   | 782    | .127 | .262   | .354   | 優秀騎手賞（勝利度数部門・賞金獲得部門） フェアプレー賞 |
| 2001年 | 93   | 80   | 75   | 769    | .121 | .225   | .322   | フェアプレー賞                                          |
| 2002年 | 63   | 61   | 75   | 739    | .085 | .168   | .269   |                                                         |
| 2003年 | 68   | 82   | 67   | 710    | .096 | .211   | .306   |                                                         |
| 2004年 | 83   | 76   | 71   | 728    | .114 | .218   | .316   | フェアプレー賞                                          |
| 2005年 | 48   | 46   | 64   | 653    | .074 | .144   | .242   |                                                         |
| 2006年 | 10   | 14   | 7    | 94     | .106 | .255   | .330   |                                                         |
| 中央   | 1400 | 1272 | 1208 | 12416  | .113 | .215   | .313   |                                                         |
| 1989年 | 0    | 0    | 0    | 1      | .000 | .000   | .000   |                                                         |
| 1996年 | 2    | 1    | 0    | 4      | .500 | .750   | .750   |                                                         |
| 1997年 | 3    | 5    | 1    | 17     | .176 | .471   | .529   |                                                         |
| 1998年 | 3    | 1    | 2    | 19     | .158 | .211   | .316   |                                                         |
| 1999年 | 1    | 2    | 2    | 18     | .056 | .167   | .278   |                                                         |
| 2000年 | 2    | 2    | 1    | 10     | .200 | .400   | .500   |                                                         |
| 2001年 | 7    | 3    | 4    | 20     | .350 | .500   | .700   |                                                         |
| 2002年 | 3    | 3    | 2    | 13     | .231 | .462   | .615   |                                                         |
| 2003年 | 4    | 2    | 2    | 17     | .235 | .353   | .471   |                                                         |
| 2004年 | 2    | 5    | 2    | 18     | .111 | .389   | 0.500  |                                                         |
| 2005年 | 1    | 1    | 0    | 5      | .200 | .400   | .400   |                                                         |
| 2006年 | 0    | 0    | 0    | 1      | .000 | .000   | .000   |                                                         |
| 地方   | 28   | 25   | 16   | 143    | .196 | .317   | .483   |                                                         |
| 海外   | ０   | 0    | 0    | 2      | .000 | .000   | .000   |                                                         |

1. 出典：日本中央競馬会公式サイト・引退騎手名鑑「松永幹夫」。掲載されていない情報については個別に出典を付す。
2. 競走名太字はGI競走。

## 調教師成績
|            | 日付           | 競馬場・開催  | 競走名             | 馬名               | 頭数 | 人気 | 着順 | 出典   |
| ---------- | -------------- | ------------- | ------------------ | ------------------ | ---- | ---- | ---- | ------ |
| 初出走     | 2007年3月4日   | 1回阪神4日8R  | 4歳上500万下       | ダノンシャトル     | 14頭 | 3    | 5着  | [ 24 ] |
| 初勝利     | 2007年3月25日  | 1回中京8日7R  | 4歳上500万下       | アグネススピリッツ | 11頭 | 3    | 1着  | [ 24 ] |
| 重賞初出走 | 2007年3月11日  | 1回阪神6日11R | フィリーズレビュー | ハギノルチェーレ   | 16頭 | 5    | 3着  |        |
| 重賞初勝利 | 2009年8月2日   | 2回小倉6日10R | 小倉記念           | ダンスアジョイ     | 18頭 | 16   | 1着  | [ 26 ] |
| GI初出走   | 2007年4月8日   | 2回阪神6日11R | 桜花賞             | ハギノルチェーレ   | 18頭 | 11   | 8着  |        |
| GI初勝利   | 2009年10月18日 | 4回京都4日11R | 秋華賞             | レッドディザイア   | 18頭 | 2    | 1着  | [ 27 ] |

| 年     | 開催 | 勝利数 | 出走数 | 勝率 | 重賞勝利馬（勝利競走） | 表彰                                      |
| ------ | ---- | ------ | ------ | ---- | --- | ----------------------------------------- |
| 2007年 | 中央 | 16勝   | 175回  | .090 | |                                           |
| 2007年 | 地方 | 3勝    | 6回    | .500 | |                                           |
| 2007年 | 計   | 19勝   | 123回  | .104 | |                                           |
| 2008年 | 中央 | 16勝   | 287回  | .056 | |                                           |
| 2008年 | 地方 | 1勝    | 6回    | .167 | |                                           |
| 2008年 | 計   | 17勝   | 293回  | .058 | |                                           |
| 2009年 | 中央 | 26勝   | 286回  | .091 | ダンスアジョイ（小倉記念） サンダルフォン（北九州記念） レッドディザイア（秋華賞）                                                                                          |                                           |
| 2009年 | 地方 | 2勝    | 8回    | .250 | ダンスアジョイ（小倉記念） サンダルフォン（北九州記念） レッドディザイア（秋華賞）                                                                                          |                                           |
| 2009年 | 計   | 28勝   | 295回  | .095 | ダンスアジョイ（小倉記念） サンダルフォン（北九州記念） レッドディザイア（秋華賞）                                                                                          |                                           |
| 2010年 | 中央 | 33勝   | 291回  | .113 | レッドディザイア（マクトゥームチャレンジラウンド3） セレスハント（サマーチャンピオン）                                                                                      |                                           |
| 2010年 | 地方 | 4勝    | 10回   | .400 | レッドディザイア（マクトゥームチャレンジラウンド3） セレスハント（サマーチャンピオン）                                                                                      |                                           |
| 2010年 | 国外 | 1勝    | 4回    | .250 | レッドディザイア（マクトゥームチャレンジラウンド3） セレスハント（サマーチャンピオン）                                                                                      |                                           |
| 2010年 | 計   | 35勝   | 305回  | .125 | レッドディザイア（マクトゥームチャレンジラウンド3） セレスハント（サマーチャンピオン）                                                                                      |                                           |
| 2011年 | 中央 | 19勝   | 241回  | .079 | セレスハント（東京スプリント） |                                           |
| 2011年 | 地方 | 4勝    | 16回   | .250 | セレスハント（東京スプリント） |                                           |
| 2011年 | 計   | 23勝   | 257回  | .089 | セレスハント（東京スプリント） |                                           |
| 2012年 | 中央 | 24勝   | 268回  | .090 | フラガラッハ（中京記念） セレスハント（北海道スプリントカップ） |                                           |
| 2012年 | 地方 | 2勝    | 10回   | .200 | フラガラッハ（中京記念） セレスハント（北海道スプリントカップ） |                                           |
| 2012年 | 計   | 26勝   | 278回  | .094 | フラガラッハ（中京記念） セレスハント（北海道スプリントカップ） |                                           |
| 2013年 | 中央 | 19勝   | 263回  | .072 | フラガラッハ（中京記念） セレスハント（北海道スプリントカップ） |                                           |
| 2013年 | 地方 | 2勝    | 14回   | .143 | フラガラッハ（中京記念） セレスハント（北海道スプリントカップ） |                                           |
| 2013年 | 計   | 21勝   | 277回  | .076 | フラガラッハ（中京記念） セレスハント（北海道スプリントカップ） |                                           |
| 2014年 | 中央 | 38勝   | 288回  | .132 | レッドキングダム（中山大障害） |                                           |
| 2014年 | 地方 | 1勝    | 10回   | .100 | レッドキングダム（中山大障害） |                                           |
| 2014年 | 計   | 39勝   | 298回  | .131 | レッドキングダム（中山大障害） |                                           |
| 2015年 | 中央 | 41勝   | 279回  | .147 | ヴァンセンヌ（東京新聞杯） アムールブリエ（エンプレス杯、ブリーダーズゴールドカップ、名古屋グランプリ） アウォーディー（シリウスステークス） サナシオン（東京ハイジャンプ） | JRA賞優秀技術調教師 優秀厩舎賞（関西）1位 |
| 2015年 | 地方 | 3勝    | 5回    | .600 | ヴァンセンヌ（東京新聞杯） アムールブリエ（エンプレス杯、ブリーダーズゴールドカップ、名古屋グランプリ） アウォーディー（シリウスステークス） サナシオン（東京ハイジャンプ） | JRA賞優秀技術調教師 優秀厩舎賞（関西）1位 |
| 2015年 | 計   | 44勝   | 294回  | .155 | ヴァンセンヌ（東京新聞杯） アムールブリエ（エンプレス杯、ブリーダーズゴールドカップ、名古屋グランプリ） アウォーディー（シリウスステークス） サナシオン（東京ハイジャンプ） | JRA賞優秀技術調教師 優秀厩舎賞（関西）1位 |
| 2016年 | 中央 | 26勝   | 238回  | .109 | サナシオン（阪神スプリングジャンプ） アウォーディー（名古屋大賞典、アンタレスステークス、日本テレビ盃、JBCクラシック） アムールブリエ（エンプレス杯） ラニ（UAEダービー）   | 優秀厩舎賞（関西）4位                     |
| 2016年 | 地方 | 6勝    | 11回   | .545 | サナシオン（阪神スプリングジャンプ） アウォーディー（名古屋大賞典、アンタレスステークス、日本テレビ盃、JBCクラシック） アムールブリエ（エンプレス杯） ラニ（UAEダービー）   | 優秀厩舎賞（関西）4位                     |
| 2016年 | 国外 | 1勝    | 4回    | .250 | サナシオン（阪神スプリングジャンプ） アウォーディー（名古屋大賞典、アンタレスステークス、日本テレビ盃、JBCクラシック） アムールブリエ（エンプレス杯） ラニ（UAEダービー）   | 優秀厩舎賞（関西）4位                     |
| 2016年 | 計   | 33勝   | 253回  | .130 | サナシオン（阪神スプリングジャンプ） アウォーディー（名古屋大賞典、アンタレスステークス、日本テレビ盃、JBCクラシック） アムールブリエ（エンプレス杯） ラニ（UAEダービー）   | 優秀厩舎賞（関西）4位                     |
| 2017年 | 中央 | 21勝   | 257回  | .082 | ラッキーライラック（アルテミスステークス、阪神ジュベナイルフィリーズ) |                                           |
| 2017年 | 地方 | 0勝    | 4回    | .000 | ラッキーライラック（アルテミスステークス、阪神ジュベナイルフィリーズ) |                                           |
| 2017年 | 国外 | 0勝    | 3回    | .000 | ラッキーライラック（アルテミスステークス、阪神ジュベナイルフィリーズ) |                                           |
| 2017年 | 計   | 21勝   | 264回  | .080 | ラッキーライラック（アルテミスステークス、阪神ジュベナイルフィリーズ) |                                           |
| 2018年 | 中央 | 35勝   | 261回  | .134 | ラッキーライラック（チューリップ賞) ジェニアル（メシドール賞） |                                           |
| 2018年 | 地方 | 1勝    | 5回    | .200 | ラッキーライラック（チューリップ賞) ジェニアル（メシドール賞） |                                           |
| 2018年 | 国外 | 1勝    | 5回    | .200 | ラッキーライラック（チューリップ賞) ジェニアル（メシドール賞） |                                           |
| 2018年 | 計   | 37勝   | 271回  | .137 | ラッキーライラック（チューリップ賞) ジェニアル（メシドール賞） |                                           |
| 2019年 | 中央 | 42勝   | 293回  | .143 | リオンリオン（青葉賞、セントライト記念) グルーヴィット（中京記念) ラッキーライラック（エリザベス女王杯)                                                                     | 優秀厩舎賞（関西）5位                     |
| 2019年 | 地方 | 0勝    | 2回    | .000 | リオンリオン（青葉賞、セントライト記念) グルーヴィット（中京記念) ラッキーライラック（エリザベス女王杯)                                                                     | 優秀厩舎賞（関西）5位                     |
| 2019年 | 計   | 42勝   | 293回  | .142 | リオンリオン（青葉賞、セントライト記念) グルーヴィット（中京記念) ラッキーライラック（エリザベス女王杯)                                                                     | 優秀厩舎賞（関西）5位                     |
| 2020年 | 中央 | 27勝   | 287回  | .094 | ラッキーライラック（大阪杯、エリザベス女王杯) モントライゼ（京王杯2歳ステークス）                                                                                           |                                           |
| 2020年 | 地方 | 0勝    | 6回    | .000 | ラッキーライラック（大阪杯、エリザベス女王杯) モントライゼ（京王杯2歳ステークス）                                                                                           |                                           |
| 2020年 | 海外 | ０勝   | 1回    | .000 | ラッキーライラック（大阪杯、エリザベス女王杯) モントライゼ（京王杯2歳ステークス）                                                                                           |                                           |
| 2020年 | 計   | 27勝   | 294回  | .092 | ラッキーライラック（大阪杯、エリザベス女王杯) モントライゼ（京王杯2歳ステークス）                                                                                           |                                           |
| 2021年 | 中央 | 28勝   | 318回  | .088 | |                                           |
| 2021年 | 地方 | 0勝    | 5回    | .000 | |                                           |
| 2021年 | 計   | 28勝   | 323回  | .087 | |                                           |
| 2022年 | 中央 | 40勝   | 351回  | .114 | ギルデッドミラー（武蔵野ステークス） |                                           |
| 2022年 | 地方 | 0勝    | 0回    |      | ギルデッドミラー（武蔵野ステークス） |                                           |
| 2022年 | 計   | 40勝   | 346回  | .114 | ギルデッドミラー（武蔵野ステークス） |                                           |
| 2023年 | 中央 | 31勝   | 329回  | .094 | |                                           |
| 2023年 | 地方 | 1勝    | 7回    | .143 | |                                           |
| 2023年 | 計   | 32勝   | 336回  | .095 | |                                           |
| 2024年 | 中央 | 42勝   | 317回  | .132 | マテンロウスカイ（中山記念） アンモシエラ（JBCレディスクラシック、ブルーバードカップ）                                                                                      |                                           |
| 2024年 | 地方 | 2勝    | 9回    | .222 | マテンロウスカイ（中山記念） アンモシエラ（JBCレディスクラシック、ブルーバードカップ）                                                                                      |                                           |
| 2024年 | 計   | 44勝   | 326回  | .134 | マテンロウスカイ（中山記念） アンモシエラ（JBCレディスクラシック、ブルーバードカップ）                                                                                      |                                           |
| 2025年 | 中央 |        |        |      | メルキオル（ブルーバードカップ） |                                           |
| 2025年 | 地方 |        |        |      | メルキオル（ブルーバードカップ） |                                           |
| 2025年 | 計   |        |        |      | メルキオル（ブルーバードカップ） |                                           |

1. 出典：日本中央競馬会公式サイト・調教師名鑑「松永幹夫」。掲載されていない情報については個別に出典を付す。
2. 競走名太字はG1またはJpn1競走。